# Геленув (гміна Щавін-Косьцельни)
Геленув (пол. Helenów) — село в Польщі, у гміні Щавін-Косьцельни Ґостинінського повіту Мазовецького воєводства.
Населення — 199 осіб (2011).
У 1975-1998 роках село належало до Плоцького воєводства.

## Демографія
Демографічна структура станом на 31 березня 2011 року:
|          | Загалом | Допрацездатний вік | Працездатний вік | Постпрацездатний вік |
| -------- | ------- | ------------------ | ---------------- | -------------------- |
| Чоловіки | 95      | 19                 | 62               | 14                   |
| Жінки    | 104     | 20                 | 62               | 22                   |
| Разом    | 199     | 39                 | 124              | 36                   |